# Elecciones generales de Honduras de 2025
Las elecciones generales de Honduras de 2025 se realizarán el 30 de noviembre de 2025. En ellas serán elegidos los nuevos representantes de la población en los cargos de elección popular:
- Presidente de Honduras: jefe de Estado de Honduras que ejerce las funciones de dirección del Poder Ejecutivo de Honduras, y comandante general de las Fuerzas Armadas.
- 128 diputados titulares al Congreso de Honduras y 128 suplentes.
- 20 diputados titulares al Parlamento Centroamericano y 20 suplentes.
- 298 alcaldes y 298 vicealcaldes, así como 2,168[4] regidores.

Para la realización de los comicios primarios y generales, se aprobó un presupuesto de 1,492 millones de lempiras (60.2 millones de dólares).

## Sistema electoral
El sistema electoral de Honduras se basa en un modelo democrático representativo, en el cual se eligen a los titulares de los principales cargos del Poder Ejecutivo y Legislativo mediante sufragio directo y secreto. El derecho al voto es universal para todos los ciudadanos hondureños mayores de 18 años. El voto es voluntario, no obligatorio y se ejerce en las Juntas Receptoras de Votos distribuidas en todo el territorio nacional. 
Previas a las elecciones generales, los partidos políticos reconocidos realizan elecciones primarias, las cuales son organizadas bajo la supervisión del CNE, para escoger a sus candidatos oficiales para la presidencia, el Congreso Nacional y las corporaciones municipales. Además del CNE, las principales instituciones encargadas de la organización y supervisión de los procesos electorales son el Tribunal de Justicia Electoral, el cual es responsable de resolver las disputas electorales, garantizar el cumplimiento de las leyes electorales y dar veredicto sobre las impugnaciones relacionadas con los comicios; y el Registro Nacional de las Personas, el cual administra el censo electoral y expide el Documento Nacional de Identidad.
En las elecciones para el Congreso Nacional, Honduras utiliza un sistema de representación proporcional mediante el método de la fórmula de D'Hondt. Esto significa que los escaños se distribuyen de acuerdo con el número de votos que recibe cada partido en cada departamento, buscando una representación proporcional en función del apoyo popular.
En los últimos años, Honduras ha experimentado diversas reformas electorales, principalmente para fortalecer la transparencia y credibilidad del proceso electoral. Sin embargo, el sistema electoral enfrenta desafíos, como la corrupción, la falta de confianza en las instituciones electorales, y la polarización política.
El 3 de septiembre de 2024, el CNE canceló la personería jurídica de los partidos Unificación Democrática, Frente Amplio, VAMOS, Liberación Democrática de Honduras y Nueva Ruta, de acuerdo con la Ley Electoral vigente, por no haber obtenido diputados al Congreso Nacional ni alcaldes en las corporaciones municipales en las últimas elecciones generales. Otros partidos minoritarios que siguen habilitados para participar incluyen al Partido Innovación y Unidad Social Demócrata (PINU-SD) y Partido Democracia Cristiana, el resto de partidos minoritarios no pudieron concluir a tiempo su inscripción de planillas o se encontró una serie de irregularidades que les impidieron competir en esta contienda.  

## Antecedentes

### Precandidaturas
| Partido                        | Movimientos                               | Precandidato(a)                                                                        | Cargos previos |
| ------------------------------ | ----------------------------------------- | -------------------------------------------------------------------------------------- | --- |
| Partido Libertad y Refundación | Movimiento 28 de Junio                    | Rixi Ramona Moncada Godoy (Abogada)                                                    | - Secretaria de Defensa (2024-2025) - Secretaria de Trabajo y Seguridad Social (2006-2008)                                                             |
| Partido Libertad y Refundación | Fuerza de Refundación Popular             | Rixi Ramona Moncada Godoy (Abogada)                                                    | - Secretaria de Defensa (2024-2025) - Secretaria de Trabajo y Seguridad Social (2006-2008)                                                             |
| Partido Libertad y Refundación | SOMOS +                                   | Rixi Ramona Moncada Godoy (Abogada)                                                    | - Secretaria de Defensa (2024-2025) - Secretaria de Trabajo y Seguridad Social (2006-2008)                                                             |
| Partido Libertad y Refundación | Pueblo Organizado en Resistencia          | Rixi Ramona Moncada Godoy (Abogada)                                                    | - Secretaria de Defensa (2024-2025) - Secretaria de Trabajo y Seguridad Social (2006-2008)                                                             |
| Partido Libertad y Refundación | Nueva Corriente                           | Rixi Ramona Moncada Godoy (Abogada)                                                    | - Secretaria de Defensa (2024-2025) - Secretaria de Trabajo y Seguridad Social (2006-2008)                                                             |
| Partido Libertad y Refundación | Esperanza Libre                           | Rixi Ramona Moncada Godoy (Abogada)                                                    | - Secretaria de Defensa (2024-2025) - Secretaria de Trabajo y Seguridad Social (2006-2008)                                                             |
| Partido Libertad y Refundación | Movimiento Renovación Nuevas Alternativas | Rasel Antonio Tomé Flores (Abogado)                                                    | - Vicepresidente 3° del Congreso Nacional de Honduras (2022-2026) - Director de la Comisión Nacional de Comunicaciones (2006-2008)                     |
| Partido Nacional de Honduras   | Renovación y Unidad Nacionalista          | Jorge Alberto Zelaya (Periodista)                                                      | - Diputado por el departamento de Francisco Morazán (2022-2026) - Diputado suplente por el departamento de Francisco Morazán (1994-1998 y 2002-2006)   |
| Partido Nacional de Honduras   | Avanza por la Unidad y la Justicia        | Ana Rosalinda García Carías (Abogada)                                                  | - Primera dama de Honduras (2014-2022) |
| Partido Nacional de Honduras   | Papi a la Orden                           | Nasry Juan Asfura Zablah (Ingeniero civil y empresario)                                | - Candidato presidencial del Partido Nacional (2021) - Fiscal municipal del Distrito Central (1990-1994)                                               |
| Partido Nacional de Honduras   | Rescate y Transformación                  | Carlos Urbizo Solís (Economista y empresario) Renunció a su candidatura el 24 de enero | - Presidente del Comité Central del Partido Nacional (1999)                                                                                            |
| Partido Nacional de Honduras   | Rescate y Transformación                  | Roberto Martínez Lozano (Ingeniero civil)                                              | - Gerente de la Empresa Nacional de Energía Eléctrica (ENEE) (2010-2014)                                                                               |
| Partido Liberal de Honduras    | Juntos por el Cambio                      | Jorge Luis Cálix Espinal (Abogado)                                                     | - Diputado por el departamento de Francisco Morazán (LIBRE, 2018-2026) - Diputado suplente por el departamento de Francisco Morazán (LIBRE, 2014-2018) |
| Partido Liberal de Honduras    | Recuperar Honduras                        | Luis Orlando Zelaya Medrano (Ingeniero industrial)                                     | - Precandidato presidencial (2021) - Presidente del Consejo Central Ejecutivo del Partido Liberal (2017-2021)                                          |
| Partido Liberal de Honduras    | Vamos Honduras                            | Salvador Alejandro César Nasralla Salum (Presentador e Ingeniero civil industrial)     | - Designado presidencial (2022-2024) - Candidato presidencial (Partido Anticorrupción, 2013)                                                           |
| Partido Liberal de Honduras    | Todos Por Honduras                        | Maribel Espinoza Turcios (Abogada)                                                     | - Diputada por el departamento de Yoro (PSH, 2022-2026) - Vicepresidenta del Consejo Central Ejecutivo del Partido Liberal (2017-2020)                 |

### Novedades
En diciembre de 2024 el Congreso Nacional aprobó la Ley de Organización y Transmisión de Debates Presidenciales, donde se estableció, entre otras cosas, a una Comisión de Debates Presidenciales (CDP) encargada de organizar los debates presidenciales y se designó al CNE como el responsable de supervisar y coordinar dichos debates.

### Partidos y Movimientos fuera del proceso
En septiembre de 2024, el Consejo Nacional Electoral canceló la personalidad jurídica de cinco partidos minoritarios que no lograron obtener alcaldes ni diputados en las elecciones generales de noviembre de 2021: Unificación Democrática (UD), Partido Frente Amplio, Vamos, Partido Nueva Ruta de Honduras y Liberación Democrática de Honduras (Líder).
Por otro lado, se crearon dos partidos políticos: Partido Naranja de Honduras (Panah), cuyo presidente fue Raúl Peña y el Partido Organización de la Reserva Democrática de la Nación (ORDEN), cuyo organizador fue Víctor Chinchilla. Ambos partidos, sin embargo, no cumplieron con los requisitos mínimos para participar en las elecciones generales, por lo cual legalmente no pueden seguir existiendo. Junto a ellos, se anunció que tampoco participarían el Partido Salvador de Honduras, Partido Anticorrupción, la Alianza Patriótica y Todos Somos Honduras (TSH). El presidente del Comité para la Defensa de los Derechos Humanos en Honduras (CODEH), Hugo Maldonado, lamentó esa decisión por partel de CNE. Según el consejero de ese órgano, Marlon Ochoa, el 75 % de las planillas de esos partidos presentaron irregularidades, mismas que no fueron subsanadas antes de la fecha límite, el 27 de mayo de 2025.
En un intento por participar en las generales, los partidos ORDEN y TSH unieron planillas y el 29 de mayo presentaron ante el CNE una solicitud de alianza que se llamaría Honduras en Orden y que llevaría como candidato al excapitán de las Fuerzas Armadas en condición de baja deshonrosa, Santos Rodríguez Orellana. El 5 de junio la solicitud fue rechazada, por lo cual el presidente de ORDEN, José Antonio Sorto, anunció que interpondría un recurso de apelación ante el CNE.
El 8 de junio de 2025, el movimiento independiente Nueva Generación presentó ante el Consejo Nacional Electoral (CNE) su solicitud de inscripción para participar en el nivel presidencial de las elecciones generales de ese año. Sin embargo, el CNE resolvió declarar sin lugar dicha petición, al constatar que el movimiento únicamente presentó 1,323 firmas de respaldo, muy por debajo del mínimo requerido de 67,161 firmas (equivalente al 2 % de los votos válidos en la última elección general).
Las siguientes candidaturas no fueron inscritos oficialmente por el Consejo Nacional Electoral (CNE) para participar en las elecciones generales de Honduras de 2025, al no cumplir con los requisitos legales establecidos en el marco normativo electoral del país.
| Partido/Movimiento                                                  | Posición política        | Ideología                                                                                | Candidato(a) presidencial         | Cargos previos | Ref.   |
| ------------------------------------------------------------------- | ------------------------ | ---------------------------------------------------------------------------------------- | --------------------------------- | --- | ------ |
| Partido Organización de la Reserva Democrática de la Nación (ORDEN) | Derecha                  | Conservadurismo Nacionalismo Populismo de derecha Militarismo                            | Santos Orlando Rodríguez Orellana | - Candidato presidencial del Movimiento Independiente Dignidad y Esperanza (MIDE) (2021)                                                                | [ 29 ] |
| Partido Salvador de Honduras (PSH)                                  | Centro a derecha         | Liberalismo Atrapalotodo Populismo de derecha Personalismo Anticomunismo Conservadurismo | Aníbal Ariel Cálix Fúnez          | - Diputado por el Departamento de Cortés del Partido Anticorrupción (2014-2018)                                                                         | [ 30 ] |
| Partido Naranja de Honduras (PANAH)                                 | Derecha                  | Economía Naranja Conservadurismo                                                         | Raúl Peña Moreno                  | - Rector de en Instituto Tecnológico de Excelencia Educativa (ITEE)                                                                                     | [ 31 ] |
| Partido Alianza Patriótica Hondureña (LA ALIANZA)                   | Derecha                  | Neoliberalismo Nacionalismo Anticomunismo Militarismo Nacionalconservadurismo            | Romeo Vásquez Velásquez           | - Candidato Presidencial de LA ALIANZA (2013, 2017 y 2021) - Jefe de Estado Mayor Conjunto (dic2007-jun 2009) - Gerente de Hondutel (mar 2010-ene 2013) | [ 32 ] |
| Partido Anticorrupción (PAC)                                        | Centro                   | Anticorrupción Populismo Liberalismo Atrapalotodo                                        | Fernando Ulises Villatoro Zamora  | - Presidente / Director Ejecutivo (CEO) y Fundador en Fresh Earth Produce S.A.                                                                          | [ 33 ] |
| Partido Todos Somos Honduras (T.S.H)                                | Centro                   | Centrismo Liberalismo Anticomunismo Militarismo                                          | Bernardo Enrique Galindo García   | - Director ejecutivo de proyectos en Asociación de futbolistas de Honduras                                                                              | [ 34 ] |
| Movimiento Independiente Nueva Generación                           | Centro derecha a Derecha | Centrismo Liberalismo Anticomunismo Conservadurismo social                               | Allan Macoto Oquelí               | - Empresario e Ingeniero de producción | [ 36 ] |

### Preparativos
En agosto de 2022 el Consejo Nacional Electoral dio inicio a la planificación del cronograma electoral para las primarias de 2025 mediante un taller de trabajo interno. Este esfuerzo tuvo como objetivo regular las futuras elecciones, garantizar el cumplimiento de la Ley Electoral e integrar las recomendaciones de los observadores internacionales para mejorar el proceso. Durante el taller se destacó el apoyo recibido del Programa de las Naciones Unidas para el Desarrollo (PNUD), la cooperación internacional y la sociedad civil.
El 7 de septiembre de 2024, un día antes de la declaratoria oficial de elecciones internas, el Congreso Nacional aprobó por unanimidad un presupuesto de 1,492 millones de lempiras (60.2 millones de dólares) para la celebración de los comicios primarios y generales.
El 7 de noviembre, la Secretaría de Finanzas anunció la transferencia de 588 millones 610 mil 725 lempiras al CNE como parte del “Presupuesto especial de las elecciones primarias internas de 2025”. El 8 de noviembre, la fecha límite para escoger a la empresa que brindará el servicio de Transmisión de Resultados Electorales Preliminares (TREP), se anunció que la ganadora de la licitación fue la empresa venezolana Smartmatic. La presentación de ofertas se había realizado el 25 de octubre. De las tres ofertas presentadas, dos cumplieron todas las etapas de postulación: la empresa colombiana Comunicaciones Globales, que pidió 17 millones 660 mil dólares y Smartmatic, que pidió 13 millones 340 mil dólares.
El 27 de mayo de 2025 se dio a conocer que el CNE había enviado al Congreso Nacional el proyecto de presupuesto por un monto de 1,737.5 millones de lempiras, para el desarrollo de las elecciones generales. Solo dos días después se hizo la convocatoria a  dichas elecciones, y el 2 de junio inició el proceso de inscripción de las candidaturas independientes, no habiendo ninguna. Finalmente, el 6 de ese mes se realizó el sorteo para determinar la posición en la papeleta de los 5 candidatos que participarán en las generales (véase: Candidaturas presidenciales).

### Debates y conversatorios
Previo a las elecciones internas, la Universidad de San Pedro Sula organizó un conversatorio con los precandidatos de los tres partidos mayoritarios. La estructura del mismo giró en torno a cuatro ejes temáticos:
1. Economía y empleo
2. Inversión social y juventud
3. Seguridad, transparencia y democracia
4. Política exterior

El primer conversatorio fue llevado a cabo el día 5 de febrero. Se había invitado a los dos precandidatos del  Partido Libre, pero solo acudió Rasel Tomé. El 6 de febrero le tocó el turno a los precandidatos del Partido Liberal y el día siguiente a los del Partido Nacional. A este último solamente acudieron Ana García y Roberto Martínez.
Por su parte, el Consejo Hondureño de la Empresa Privada (COHEP) realizó una jornada de debates con los precandidatos presidenciales, del 17 al 19 de febrero. En ellos participaron, en este orden, 3 precandidatos del Partido Nacional: Ana García, Jorge Zelaya y Roberto Martínez; 3 del Partido Liberal: Jorge Cálix, Luis Zelaya y Maribel Espinoza, y uno de Libre, Rasel Tomé.

### Conflictos entre los consejeros electorales
El 6 de mayo de 2025, el consejero Marlon Ochoa denunció ante los medios de comunicación que la presidenta del CNE, Cossette López, intentaba modificar el cronograma electoral para ampliar el proceso de inscripción de los partidos políticos 38 días más, hasta el 7 de julio. Ochoa advirtió que esto contravenía el artículo 213 de la Ley Electoral y era un intento deliberado de atrasar dicho cronograma. López respondió a las acusaciones calificando como absurdo que se obligara a los partidos que no participaron en las elecciones primarias a entregar las nóminas antes de la convocatoria oficial, cuando la Ley no establece un plazo. Además dijo que proponía el 30 de mayo como fecha límite para la entrega de documentación, en vez del 5 de mayo, como proponía Ochoa. Finalmente se estableció el 27 de mayo como la fecha límite.

#### Crisis institucional en el CNE
El 15 de junio las consejeras Cossette López y Ana Paola Hall votaron a favor de una enmienda al sistema de Transmisión de Resultados Electorales Preliminares (TREP), por la cual las actas con inconsistencias serían rectificadas por personas —tentativamente, representantes de los 3 partidos políticos mayoritarios— antes de su divulgación. Tras esto, el consejero Marlon Ochoa publicó en una red social que «Por mayoría de votos, bipartidismo aprueba mismo modelo de TREP de [...] 2017. Buscan adjudicar sistema a Mapa Soluciones, disfrazada con otro nombre. Lo mismo intentaron en 2021 pero el fraude fue derrotado». Ochoa hacía referencia a las elecciones de 2017, que para el partido Libre y otros sectores fueron fraudulentas y en las cuales la empresa encargada del TREP fue Mapa Soluciones.
El 7 de julio, los "colectivos de Libre" organizaron un boicot al cronograma electoral, bloqueando el ingreso de los representantes de empresas que se disponían a entrar a las instalaciones del Consejo Nacional Electoral en la colonia San Felipe, para ofertar sus servicios en la implementación del TREP. Los grupos apostados allí solo permitieron el paso de la empresa Smartmatic, que implementó la biometría y el TREP de las elecciones internas. La presidenta del CNE, Cossette López, calificó las acciones de los colectivos como «un atentado al proceso electoral» y afirmó que no cedería «ante el caos y la intimidación». También la consejera Ana Paola Hall expresó: «No es aceptable que por la fuerza se impida un acto público, que es parte del cronograma electoral. Ciudadanía y Comunidad internacional deben estar alerta ante intento de imponer un modelo al CNE». El CNE anunció pocas horas después la extensión del plazo de presentación de ofertas. Ese mismo día, Ochoa, que no asistió a la reunión convocada en el CNE, presentó ante el Ministerio Público dos denuncias por Delitos Electorales, Prevaricato Administrativo y Usurpación de Funciones, por la publicación de la enmienda al TREP que introduce una «intromisión humana no prevista» mediante la cual se pretende hacer fraude. Según Ochoa dicha enmienda se publicó sin la convocatoria previa al Pleno de Consejeros del CNE.
El 8 de julio los 3 consejeros se presentaron a una audiencia ante el Congreso Nacional, convocada por el presidente de este poder del Estado, Luis Redondo. En las afueras del edificio del Congreso se aglutinaron simpatizantes de los tres partidos políticos mayoritarios, habiendo enfrentamientos. A los simpatizantes de Libre se les permitió la entrada al Congreso, donde interrumpieron la audiencia causando disturbios, por lo cual las consejeras Cossette López y Ana Paola Hall se retiraron.
Ante la negativa del consejero Ochoa de asistir a las sesiones del pleno del CNE convocadas por López entre el 7 y 9 de julio, ese último día López convocó al consejero suplente de Ochoa, Carlos Cardona, para el día siguiente. Cardona no atendió el llamado y en un comunicado conjunto con la consejera suplente Karen Rodríguez expresó que: se violentaba la ley electoral al querer modificar los métodos de divulgación del TREP durante los 6 meses previos al día de las elecciones, se pretendía violar el artículo 279 de la Ley Electoral al decidir por mayoría de votos durante una sesión del pleno algo que se debería decidir por consenso y que la «intromisión humana» fue «el motivo principal de los desastres electorales» de 2013 y 2017.
El 14 de julio, en presencia de las consejeras Ana Paola Hall y Cossette López se recibió una única oferta de Smartmatic para la licitación del sistema biométrico a usarse en las elecciones generales. Al día siguiente, los movimientos Unidos por la Democracia, encabezado por la abogada Nilia Ramos, y el Movimiento Ciudadano Democrático 2025, representado por la abogada Karla Romero, presentaron denuncias ante el Ministerio Público contra el consejero Marlon Ochoa por no asistir a las sesiones del pleno y en contra de los dos consejeros suplentes, por los delitos de traición a la Patria y otros delitos electorales. Asimismo, presentaron una denuncia contra Melvin Cevallos, líder de los colectivos de Libre, por impedir la presentación de ofertas el 7 de julio. La denuncia fue admitida por el Ministerio Público el 21 de julio, fecha en que agentes se presentaron en el CNE para extraer documentos. Según Ramos, el Ministerio Público obligó a los denunciantes a firmar un documento donde se les advertía que si mentían podrían ser encarcelados, algo que calificó como intimidación.
El 16 de julio, la consejera Ana Paola Hall expresó que no estaba dispuesta a violar la ley participando en la toma de decisiones sin el quórum legal necesario —es decir la presencia de los 3 consejeros— y que cualquier decisión hecha sin el mismo sería inválida; por lo que anunció que «ponía a disposición» su cargo como consejera. El 25 de julio Hall presentó su renuncia ante el Congreso Nacional, alegando presiones a lo interno del Partido Liberal para cumplir una medida que considera ilegal —sesionar solo con dos consejeras— y amenazas externas hacia ella y su familia. En su carta de renuncia, Hall además exigía que de aceptarse la misma el Congreso nombrara en ese mismo momento a su reemplazo.
El 30 de julio, la "renuncia condicionada" de Hall fue rechazada por el Congreso por carecer de validez legal y fue remitida al Ministerio Público para que se investigara un posible delito de coacción hacia ella. El Congreso además conformó una comisión especial para indagar sobre el caso. También el fiscal, Joel Zelaya, aseguró que hay una conspiración contra las elecciones y llamó a los tres consejeros a declarar como testigos e investigados. También ese día, el Consejo Hondureño de la Empresa Privada (COHEP), emitió un comunicado pidiendo que se respete la independencia del CNE.
La noche del 3 de agosto, los tres consejeros del CNE anunciaron que, por consenso, aprobaron una modificación al TREP, por la cual se eliminó la etapa de verificación humana en las actas con datos inconsistentes previo a su publicación. Dichas actas pasarían por un proceso de validación automático y serían publicadas íntegramente, sin ser corregidas, pero no formarían parte de la sumatoria preliminar de votos. Al día siguiente de la elección, el 100 % de las actas sería sometidas a una «verificación virtual de alta trazabilidad y etiquetado», para validar la correspondencia entre los datos del sistema y cada acta escaneada y transmitida. Finalmente, cualquier inconsistencia sería corregida por resolución unánime del pleno de consejeros en presencia de los observadores de los partidos y las misiones internacionales. Dicha resolución fue celebrada tanto por el partido Libre como por los partidos oposición:
| «Mi reconocimiento a los tres consejeros del CNE que, por unanimidad, aprobaron una versión del sistema de transmisión de resultados electorales (TREP) sin intervención humana, evitando así el modelo fraudulento utilizado en 2017». —Manuel Zelaya, coordinador general de Libre | «La verificación VA —y no será solo humana será visual, colectiva y total: el 100% de las actas se auditarán. [...] Hoy no ganó un partido, ganó Honduras». —María Antonieta Mejía, candidata a primera designada presidencial por el PNH |

## Elecciones primarias
Las elecciones primarias e internas se llevaron a cabo el día 9 de marzo de 2025, comenzando a las 7 a. m. En ellas participaron los tres partidos políticos más grandes: el Partido Liberal, el Partido Nacional y Libertad y Refundación. Se dispusieron 5,741 centros de votación y 24,858 Juntas Receptoras de Votos (JRV) a nivel nacional.
Para las 8 de la mañana, 384 maletas electorales no habían sido entregadas (se entrega una maleta electoral a cada JRV). A las 2 p. m. más de 100 JVR aún permanecían cerradas. Como es costumbre, la jornada electoral se extendió una hora, hasta las 6 p. m. En algunos centros de votación del Distrito Central y de San Pedro Sula la llegada de las maletas electorales se atrasó por más de 9 horas, algo sin precedentes en la historia democrática. Debido a esto, el CNE anunció en cadena nacional la extensión del periodo de votación hasta las 9 de la noche en esas ciudades. Otra situación insólita fue la entrega del material electoral en buses del transporte urbano, algunos de los cuales permanecieron estacionados en puntos del Distrito Central y se transportaban sin custodios ni militares. Un medio local reportó además que un punto de la capital varias maletas electorales se encontraban puestas en la calle.
Debido al retraso en la llegada de las maletas electorales, en algunos centros de votación la gente se hallaba votando en la madrugada del lunes, mientras que en dos centros de votación las maletas nunca llegaron. El domingo siguiente, el 16 de marzo, se habilitaron estos dos centros de votación para permitir que más de 5500 ciudadanos ejercieran el sufragio.
A pesar de los inconvenientes, los consejeros electorales declararon posteriormente que el proceso electoral había sido exitoso y que dichos inconvenientes solo ocurrieron en el 1.4 % de las Juntas Receptoras de Votos. Los resultados oficiales fueron proclamados por el CNE el 8 de abril.

### Resultados

#### Nivel presidencial
|  | 1.92 % |

|  | 0.72 % |

|  | 21.31 % |

|  | 7.96 % |

|  | 75.84 % |

|  | 28.32 % |

|  | 0.93 % |

|  | 0.35 % |

|  | 37.35 % |

|  | 92.64 % |

|  | 30.51 % |

|  | 7.36 % |

|  | 2.42 % |

|  | 32.93 % |

|  | 31.67 % |

|  | 9.41 % |

|  | 5.23 % |

|  | 1.55 % |

|  | 58.02 % |

|  | 17.24 % |

|  | 5.08 % |

|  | 1.51 % |

|  | 29.72 % |

| Movimientos                                        | Candidatos                         | Votos (miles)                      | Votos (miles)                      | Votos (miles)                      | Votos (miles)                      | Votos (miles)                      | Votos (miles)                      | Votos (miles)                      | Votos (miles)                      | Votos (miles)                      | Votos (miles)                      | Votos (miles)                      | Votos (miles)                      | Votos (miles)                      | Votos (miles)                      | Votos (miles)                      | Votos (miles)                      | Votos (miles)                      | Votos (miles)                      | Votos (miles)                      |
| Movimientos                                        | Candidatos                         | Por departamentos                  | Por departamentos                  | Por departamentos                  | Por departamentos                  | Por departamentos                  | Por departamentos                  | Por departamentos                  | Por departamentos                  | Por departamentos                  | Por departamentos                  | Por departamentos                  | Por departamentos                  | Por departamentos                  | Por departamentos                  | Por departamentos                  | Por departamentos                  | Por departamentos                  | Por departamentos                  | Total                              |
| Movimientos                                        | Candidatos                         | AT                                 | CL                                 | CM                                 | CP                                 | CR                                 | CH                                 | EP                                 | FM                                 | GD                                 | IN                                 | IB                                 | LP                                 | LE                                 | OC                                 | OL                                 | SB                                 | VA                                 | YR                                 | Total                              |
| Partido Nacional de Honduras (PNH)                 | Partido Nacional de Honduras (PNH) | Partido Nacional de Honduras (PNH) | Partido Nacional de Honduras (PNH) | Partido Nacional de Honduras (PNH) | Partido Nacional de Honduras (PNH) | Partido Nacional de Honduras (PNH) | Partido Nacional de Honduras (PNH) | Partido Nacional de Honduras (PNH) | Partido Nacional de Honduras (PNH) | Partido Nacional de Honduras (PNH) | Partido Nacional de Honduras (PNH) | Partido Nacional de Honduras (PNH) | Partido Nacional de Honduras (PNH) | Partido Nacional de Honduras (PNH) | Partido Nacional de Honduras (PNH) | Partido Nacional de Honduras (PNH) | Partido Nacional de Honduras (PNH) | Partido Nacional de Honduras (PNH) | Partido Nacional de Honduras (PNH) | Partido Nacional de Honduras (PNH) |
| -------------------------------------------------- | ---------------------------------- | ---------------------------------- | ---------------------------------- | ---------------------------------- | ---------------------------------- | ---------------------------------- | ---------------------------------- | ---------------------------------- | ---------------------------------- | ---------------------------------- | ---------------------------------- | ---------------------------------- | ---------------------------------- | ---------------------------------- | ---------------------------------- | ---------------------------------- | ---------------------------------- | ---------------------------------- | ---------------------------------- | ---------------------------------- |
| Renovación y Unidad Nacionalista (RUN)             | Jorge Zelaya                       | 2.2                                | 0.5                                | 1.0                                | 0.3                                | 2.0                                | 0.8                                | 0.9                                | 2.8                                | 1.0                                | 0.4                                | 0.05                               | 1.6                                | 0.2                                | 0.1                                | 0.4                                | 0.3                                | 0.1                                | 0.6                                | 15,816                             |
| Avanza por la Unidad y la Justicia (AVANZA)        | Ana Rosalinda García               | 4.6                                | 7.9                                | 11.4                               | 8.3                                | 22.9                               | 18.5                               | 8.3                                | 17.7                               | 2.6                                | 13.1                               | 0.4                                | 6.6                                | 23.6                               | 4.6                                | 3.9                                | 9.9                                | 3.5                                | 8.2                                | 175,900                            |
| Papi a la Orden                                    | Nasry Asfura                       | 25.1                               | 18.0                               | 32.0                               | 32.7                               | 44.5                               | 50.8                               | 50.7                               | 142.2                              | 4.4                                | 20.9                               | 2.3                                | 17.3                               | 29.9                               | 13.1                               | 48.5                               | 35.8                               | 19.2                               | 37.6                               | 625,893                            |
| Renovación y Transformación                        | Roberto Martínez                   | 0.5                                | 0.3                                | 0.3                                | 0.5                                | 1.3                                | 0.4                                | 0.3                                | 1.2                                | 0.06                               | 0.6                                | 0.02                               | 0.1                                | 0.1                                | 0.1                                | 0.1                                | 0.1                                | 0.2                                | 1.3                                | 7,672                              |
| Partido Liberal de Honduras (PLH)                  |                                    |                                    |                                    |                                    |                                    |                                    |                                    |                                    |                                    |                                    |                                    |                                    |                                    |                                    |                                    |                                    |                                    |                                    |                                    |                                    |
| Juntos por el cambio                               | Jorge Cálix                        | 10.5                               | 6.9                                | 13.2                               | 18.0                               | 31.6                               | 7.3                                | 15.6                               | 30.5                               | 6.7                                | 6.4                                | 4.4                                | 5.6                                | 4.4                                | 8.8                                | 9.7                                | 6.4                                | 4.0                                | 17.1                               | 207,968                            |
| Recuperar Honduras                                 | Luis Zelaya                        | 1.3                                | 0.9                                | 2.4                                | 1.1                                | 7.1                                | 2.6                                | 2.2                                | 6.1                                | 0.1                                | 1.6                                | 0.3                                | 3.6                                | 0.5                                | 0.7                                | 0.5                                | 0.5                                | 0.7                                | 1.2                                | 34,339                             |
| ¡Vamos, Honduras!                                  | Salvador Nasralla                  | 23.2                               | 6.2                                | 21.0                               | 9.2                                | 117.6                              | 35.0                               | 17.9                               | 66.9                               | 0.6                                | 6.1                                | 4.0                                | 8.5                                | 7.1                                | 6.9                                | 8.9                                | 8.0                                | 12.9                               | 20.0                               | 381,062                            |
| Todos por Honduras                                 | Maribel Espinoza                   | 1.3                                | 0.2                                | 2.1                                | 0.5                                | 5.5                                | 1.4                                | 1.1                                | 8.4                                | 0.6                                | 0.4                                | 0.2                                | 0.9                                | 0.2                                | 0.2                                | 0.6                                | 0.9                                | 6.4                                | 1.7                                | 33,381                             |
| Libertad y Refundación (Libre)                     |                                    |                                    |                                    |                                    |                                    |                                    |                                    |                                    |                                    |                                    |                                    |                                    |                                    |                                    |                                    |                                    |                                    |                                    |                                    |                                    |
| Movimiento Renovación Nuevas Alternativas (MORENA) | Rasel Tomé                         | 3.0                                | 2.4                                | 2.7                                | 1.0                                | 9.1                                | 2.0                                | 1.8                                | 12.2                               | 1.6                                | 1.2                                | 0.2                                | 1.5                                | 1.1                                | 0.5                                | 3.0                                | 3.3                                | 1.3                                | 4.7                                | 53,568                             |
| Somos+                                             | Rixi Moncada                       | 22.5                               | 29.8                               | 31.3                               | 30.6                               | 66.9                               | 31.5                               | 38.2                               | 133.6                              | 7.4                                | 19.6                               | 1.8                                | 16.5                               | 38.5                               | 12.1                               | 68.7                               | 68.7                               | 17.3                               | 38.4                               | 674,215                            |
| M-28 Poder para Vos                                | Rixi Moncada                       | 22.5                               | 29.8                               | 31.3                               | 30.6                               | 66.9                               | 31.5                               | 38.2                               | 133.6                              | 7.4                                | 19.6                               | 1.8                                | 16.5                               | 38.5                               | 12.1                               | 68.7                               | 68.7                               | 17.3                               | 38.4                               | 674,215                            |
| Fuerza de Refundación Popular (FRP)                | Rixi Moncada                       | 22.5                               | 29.8                               | 31.3                               | 30.6                               | 66.9                               | 31.5                               | 38.2                               | 133.6                              | 7.4                                | 19.6                               | 1.8                                | 16.5                               | 38.5                               | 12.1                               | 68.7                               | 68.7                               | 17.3                               | 38.4                               | 674,215                            |
| Pueblo Organizado en Resistencia (POR)             | Rixi Moncada                       | 22.5                               | 29.8                               | 31.3                               | 30.6                               | 66.9                               | 31.5                               | 38.2                               | 133.6                              | 7.4                                | 19.6                               | 1.8                                | 16.5                               | 38.5                               | 12.1                               | 68.7                               | 68.7                               | 17.3                               | 38.4                               | 674,215                            |
| Nueva Corriente (NC)                               | Rixi Moncada                       | 22.5                               | 29.8                               | 31.3                               | 30.6                               | 66.9                               | 31.5                               | 38.2                               | 133.6                              | 7.4                                | 19.6                               | 1.8                                | 16.5                               | 38.5                               | 12.1                               | 68.7                               | 68.7                               | 17.3                               | 38.4                               | 674,215                            |
| Movimiento Esperanza y Libertad (MEL)              | Rixi Moncada                       | 22.5                               | 29.8                               | 31.3                               | 30.6                               | 66.9                               | 31.5                               | 38.2                               | 133.6                              | 7.4                                | 19.6                               | 1.8                                | 16.5                               | 38.5                               | 12.1                               | 68.7                               | 68.7                               | 17.3                               | 38.4                               | 674,215                            |
| Total                                              | Total                              | Total                              | Total                              | Total                              | Total                              | Total                              | Total                              | Total                              | Total                              | Total                              | Total                              | Total                              | Total                              | Total                              | Total                              | Total                              | Total                              | Total                              | Total                              | 2,209,780                          |
| Fuente: Consejo Nacional Electoral                 |                                    |                                    |                                    |                                    |                                    |                                    |                                    |                                    |                                    |                                    |                                    |                                    |                                    |                                    |                                    |                                    |                                    |                                    |                                    |                                    |

#### Nivel legislativo
|  | 34.44 % |

|  | 31.35 % |

|  | 34.21 % |

  Ea   En alianza
  Sp   Sin planilla

#### Nivel municipal
|  | 36.35 % |

|  | 28.46 % |

|  | 35.19 % |

Alianzas
1. ↑  La Ceiba
2. ↑  Trinidad de Copán
3. ↑  San Pedro Sula y Santa Cruz de Yojoa
4. ↑  Marcovia
5. ↑  Yuscarán, Danlí y Teupasenti
6. ↑  Distrito Central, Marale, Orica, Sabanagrande y 
 Talanga
7. ↑  Guarita, Las Flores, La Virtud, Lepaera, Mapulaca, San Andrés, San Manuel Colohete,  y 
 Virginia
8. ↑  Mercedes
9. ↑  Juticalpa, Dulce Nombre de Culmí, Manto, San Francisco de la Paz y 
 Santa María del Real
10. ↑  San Marcos
11. ↑  Santa Rita
12. ↑  M28/NC en La Ceiba, M28/FRP en San Francisco (Atlántida) y La Masica
13. ↑  FRP/POR/SOMOS+ en Trinidad de Copán
14. ↑  M28/NC en San Pedro Sula y M28/FRP/SOMOS+ en Santa Cruz de Yojoa
15. ↑  FRP/M28 en Marcovia
16. ↑  M28/NC en Yuscarán y Danlí; y M28/NC/POR en Teupasenti
17. ↑  M28/POR/SOMOS+/NC/FRP en Distrito Central, M28/FRP/SOMOS+ en Marale, SOMOS+/M28 en Orica, FRP/POR/M28 en Sabanagrande y M28/POR/SOMOS+ en Talanga
18. ↑  FRP/SOMOS+/NC en Concepción
19. ↑  SOMOS+/POR en Guarita y FRP/SOMOS+POR en Las Flores, La Virtud, Lepaera, Mapulaca, San Andrés, San Manuel Colohete,  y 
 Virginia
20. ↑  FRP/POR en Mercedes
21. ↑  FRP/POR en Juticalpa, FRP/M28 en Dulce Nombre de Culmí, Manto, San Francisco de la Paz y 
 Santa María del Real
22. ↑  M28/POR/SOMOS+/FRP en San Marcos
23. ↑  NC/SOMOS+/FRP/POR en Yoro y Olanchito, FRP/POR en El Negrito, El Progreso y Morazán, FRP/SOMOS+/POR en Jocón,Sulaco, Victoria y Yorito, FRP/POR/M28 en Santa Rita

| Partido                            | Movimientos                      | Distrito Central                 | Distrito Central | Distrito Central                                         | San Pedro Sula                  | San Pedro Sula   | San Pedro Sula                                            |
| Partido                            | Movimientos                      | Candidato                        | Votos            | Sumatoria                                                | Candidato                       | Votos            | Sumatoria                                                 |
| ---------------------------------- | -------------------------------- | -------------------------------- | ---------------- | -------------------------------------------------------- | ------------------------------- | ---------------- | --------------------------------------------------------- |
| PNH                                | Renovación y Unidad Nacionalista | Rosa Adelinda Pavón              | 2,410 (2.03%)    | Válidos:118,427 Nulos:8,665 Blancos:3,935 Total:131,027  | Luis Antonio Rodríguez Molinari | 977 (2.89%)      | Válidos:33,738 Nulos:2,493 En blanco:1,518 Total:37,749   |
| PNH                                | AVANZA                           | José Roberto Pineda Avilez       | 12,941 (10.54%)  | Válidos:118,427 Nulos:8,665 Blancos:3,935 Total:131,027  | Armando Calidonio Alvarado      | 13,552 (40.17%)  | Válidos:33,738 Nulos:2,493 En blanco:1,518 Total:37,749   |
| PNH                                | Papi a la Orden                  | Juan Diego Zelaya Aguilar        | 65,433 (55.26%)  | Válidos:118,427 Nulos:8,665 Blancos:3,935 Total:131,027  | Yaudet Burbara Canahuati        | 15,419 (45.71%)  | Válidos:33,738 Nulos:2,493 En blanco:1,518 Total:37,749   |
| PNH                                | Rescate y Transformación         | Erasmo José Portillo Pinto       | 38,093 (32.17%)  | Válidos:118,427 Nulos:8,665 Blancos:3,935 Total:131,027  | Melvin José Ferraro González    | 3,790 (11.23%)   | Válidos:33,738 Nulos:2,493 En blanco:1,518 Total:37,749   |
| PLH                                | Juntos por el Cambio             | Dennis Rigoberto Chirinos Santos | 21 936 (30.79 %) | Válidos:71 231 Nulos:3 742 Blancos:1 945 Total:76 918    | Roberto Contreras               | 59 577 (81.83%)  | Válidos: 72 797 Nulos: 2 767 Blancos:1 167 Total: 76 131  |
| PLH                                | Recuperar Honduras               | Marco Antonio Garay Caballero    | 5 822 (8.17 %)   | Válidos:71 231 Nulos:3 742 Blancos:1 945 Total:76 918    | Ángel Gabriel Ortiz Quesada     | 1 504 (2.06 %)   | Válidos: 72 797 Nulos: 2 767 Blancos:1 167 Total: 76 131  |
| PLH                                | ¡Vamos, Honduras!                | Santos Elíseo Castro Pavón       | 38 132 (53.53 %) | Válidos:71 231 Nulos:3 742 Blancos:1 945 Total:76 918    | Arnaldo Martínez Argueta        | 11 716 (16.09 %) | Válidos: 72 797 Nulos: 2 767 Blancos:1 167 Total: 76 131  |
| PLH                                | Todos por Honduras               | José Obdulio Chevez Ochoa        | 5 341 (7.49 %)   | Válidos:71 231 Nulos:3 742 Blancos:1 945 Total:76 918    | Ae \|                           | Ae \|            | Válidos: 72 797 Nulos: 2 767 Blancos:1 167 Total: 76 131  |
| Libre                              | Somos +                          | Ea                               | Ea               | Válidos:96 312 Nulos:10 715 Blancos:4 105 Total: 111 113 | Rodolfo Pastor de María Campos  | 9 285 (34.29%)   | Válidos: 27 072 Nulos: 2 963 Blancos: 2 205 Total: 32 240 |
| Libre                              | MEL                              | Melvin Orlando Cevallos Umanzor  | 5 968 (6.19%)    | Válidos:96 312 Nulos:10 715 Blancos:4 105 Total: 111 113 | Oliver Kan Antúnez Contreras    | 1 116 (4.12%)    | Válidos: 27 072 Nulos: 2 963 Blancos: 2 205 Total: 32 240 |
| Libre                              | MORENA                           | Ae                               | Ae               | Válidos:96 312 Nulos:10 715 Blancos:4 105 Total: 111 113 | Osman Ricardo Panchamé Recarte  | 1 216 (4.49%)    | Válidos: 27 072 Nulos: 2 963 Blancos: 2 205 Total: 32 240 |
| Libre                              | FRP                              | Ea                               | Ea               | Válidos:96 312 Nulos:10 715 Blancos:4 105 Total: 111 113 | Adeliano Amaya Mendoza          | 3 661 (13.52%)   | Válidos: 27 072 Nulos: 2 963 Blancos: 2 205 Total: 32 240 |
| Libre                              | NC — Somos + — FRP — POR — M28   | Jorge Aldana                     | 90 344 (93.80%)  | Válidos:96 312 Nulos:10 715 Blancos:4 105 Total: 111 113 | -                               | -                | Válidos: 27 072 Nulos: 2 963 Blancos: 2 205 Total: 32 240 |
| Libre                              | NC — POR — M28                   | -                                | -                | Válidos:96 312 Nulos:10 715 Blancos:4 105 Total: 111 113 | Adrián Rodolfo Padilla Álvarez  | 11 794 (43.56%)  | Válidos: 27 072 Nulos: 2 963 Blancos: 2 205 Total: 32 240 |
| Fuente: Consejo Nacional Electoral |                                  |                                  |                  |                                                          |                                 |                  |                                                           |

  Ea   En alianza  Ae   Sin planilla

Nacional de Honduras (134)
Libertad y Refundación (99)
Liberal de Honduras (64)
Empate (1)
Fuente: [https://resultadosprimarias2025.cne.hn/#/ CNE

El Partido Nacional fue la fuerza política que obtuvo el mayor número de alcaldías a nivel nacional, seguido por el Partido Libertad y Refundación (Libre) y, en tercer lugar, el Partido Liberal de Honduras. Aunque el control territorial se encuentra relativamente distribuido entre las tres principales fuerzas políticas, se observan patrones regionales de dominio que reflejan las fortalezas tradicionales de cada partido.
El Partido Libre logró consolidar una presencia significativa en varias regiones del país, destacando su dominio en los departamentos de Olancho, Santa Bárbara, Colón y Francisco Morazán. En estas zonas, Libre logró capitalizar tanto el voto urbano como el rural, consolidando su crecimiento electoral y su influencia territorial.
Por su parte, el Partido Nacional mantuvo su fortaleza principalmente en el occidente del país, con una marcada hegemonía en los departamentos de Intibucá y Lempira. Asimismo, obtuvo una importante representación en la región oriental, particularmente en el El Paraíso, y en la zona sur, los departamentos de Valle y Choluteca. Además, el Partido Nacional es mayoritario en el Municipio del Distrito Central (MDC), una de las jurisdicciones con mayor peso político y económico del país, así como importantes alcaldías en el Departamento de Yoro.
El Partido Liberal, en cambio, registró una participación más limitada y fragmentada a lo largo del territorio nacional. Su influencia se concentra en algunos centros urbanos estratégicos, como San Pedro Sula, así como en Choluteca, La Ceiba, El Progreso, Comayagua y en el departamento de Islas de la Bahía. A pesar de su presencia histórica en el panorama político hondureño, los resultados reflejan una pérdida progresiva de su capacidad de movilización territorial frente a las otras dos fuerzas predominantes.

### "Boicot" electoral

#### Reacciones
En medio de la confusión, el día de las elecciones a las tres y media de la tarde la consejera presidenta del CNE, Cossette López, reconoció que había reportes de buses estacionados con maletas y dijo que los mismos se movían del lugar para evitar ser interceptados por los enviados del CNE.
A las 5:30 p. m. el consejero del CNE, Marlon Ochoa, dijo en X que los motivos del impasse logístico fueron:
- Incumplimiento en las fechas de entrega de papeletas y documentos esenciales por parte de la Papelería e Imprenta Honduras, S. de R.L. y Spacio Gráfico S. de R.L.
- Incumplimiento del proveedor del transporte electoral Ingeniería Logística y Transporte S. de R. L. de C.V., cambiando el medio de transporte de camiones a buses de manera inconsulta.
- Modificación del esquema de carga y despacho de material electoral en el Distrito Central bajo la dirección del Centro Logístico Electoral, a cargo de Carlos Chavarría, Blanca Laínez, Allan Alvarenga, Geovanny Arias, Yahaira Matute y Hernán Ávila, y de Joel Ramos, Coordinador del Proyecto de Transporte Electoral.[73]

Muchos responsabilizaron al CNE y las Fuerzas Armadas por los retrasos ocurridos durante la jornada electoral. También hubo críticas a la precandidata de Libre, Rixi Moncada, por ejercer simultáneamente el cargo de ministra de Defensa y por lo tanto, poder ejercer alguna influencia en el actuar de las Fuerzas Armadas. Así lo expresó el precandidato a la alcaldía de San Pedro Sula, Roberto Contreras: «Siempre dije que la injerencia de la ministra de Defensa sobre los `gatitos´ del ejército haría daño a este proceso electoral».
Para el precandidato liberal, Jorge Cálix, lo ocurrido se trató de un «boicot» para favorecer al partido oficialista. También el presidente del Partido Nacional, Tomás Zambrano, acusó al partido oficialista de «boicotear» las elecciones con «el apoyo de un sector de las Fuerzas Armadas altamente ideologizado» para llevar a cabo un «plan Venezuela».
Tras haberse iniciado una investigación sobre los hechos del día de las elecciones, la Conferencia Episcopal de la Iglesia católica comunicó su indignación por los hechos del 9 de marzo, su deseo de una investigación seria y su admiración a la población por su «firme convicción democrática». A principios de abril, también los partidos Liberal y Nacional solicitaron al Ministerio Público que llevara a cabo una investigación objetiva e imparcial. El Partido Nacional dijo además que el «boicot» se «gestó dentro de las filas de Libertad y Refundación» y llamó a la población a defender la democracia.

#### Investigación y consecuencias
El 9 de marzo el Tribunal Superior de Cuentas, en vista de las acusaciones de los consejeros del CNE, anunció una investigación especial sobre el manejo de los fondos destinados para la celebración de las elecciones primarias.
El 10 de marzo el fiscal general, Johel Zelaya, comunicó la creación de un grupo de investigación  integrado por la Unidad Especializada Contra Delitos Electorales (UECDE), la Unidad Fiscal Especializada Contra Redes de Corrupción (UFERCO), la Fiscalía Especial para la Transparencia y el Combate a la Corrupción Pública (FETCCOP), la Fiscalía Especial de Propiedad Intelectual y Seguridad Informática (FE-PROSI) y agentes de la Agencia Técnica de Investigación Criminal (ATIC) en conjunto con la Dirección Policial de Investigaciones (DPI); para determinar las causas del retraso durante las elecciones del 9 de marzo. Ese mismo día, 10 de marzo, un equipo de fiscales llegó a instalaciones de las Fuerzas Armadas para tomar la declaración de Roosevelt Hernández, jefe de esa entidad. El 12 de marzo el Consejo Nacional Electoral despidió al su coordinador de transporte, Joel Ramos, quien llevaba laborando 14 años en la institución. Según dijo la presidenta del CNE, Ramos no respondió a los llamados de los consejeros, ni auxilió en el proceso electoral.
El 22 de marzo, el presidente del Congreso Nacional, Luis Redondo, creó una comisión especial para investigar las irregularidades de las elecciones primarias, la cual comenzaría a operar tras la declaración oficial de resultados, algo que ocurrió el 9 de abril. El 10 de abril se presentaron los 3 consejeros del CNE al Ministerio Público, donde solo Marlon Ochoa brindó una declaración. Mientas que el 24 de abril, compadecieron ante la comisión del Congreso las consejeras Cossette López y Ana Paola Hall, y al día siguiente el consejero Marlon Ochoa.

## Candidaturas presidenciales
| Partido Demócrata Cristiano (DC)                                                                                | Libertad y Refundación (LIBRE) | Partido Innovación y Unidad Social Demócrata (PINU-SD)                                                 | Partido Liberal de Honduras (PLH) | Partido Nacional de Honduras (PNH) |
| Centroderecha                                                                                                   | Izquierda | Centroizquierda                                                                                        | Centro | Derecha |
| para presidente                                                                                                 | para presidente | para presidente                                                                                        | para presidente | para presidente |
| | | | | |
| Mario "Chano" Rivera Callejas                                                                                   | Rixi Moncada | Jorge Nelson Ávila Gutiérrez                                                                           | Salvador Nasralla | Nasry Asfura |
| Publicista y empresario                                                                                         | Maestra y abogada | Economista                                                                                             | Presentador e ingeniero civil | Empresario |
| Cargos previos: * Propietario y presentador de Q’Hubo TV. * Regidor del Distrito Central por el PNH (2006-2010) | Cargos previos: * Ministra de Defensa (2024-2025). * Ministra de Finanzas (2022-2024). * Consejera CNE (2019-2022). *Gerente de la ENEE (2008-2009) * Ministra de Trabajo (2006-2008) | Cargos previos: * Asesor presidencial (2006-2009). * Precandidato presidencial M5J-LIBRE (2017 y 2021) | Cargos previos: * Designado presidencial LIBRE (2022-2024). * Candidato presidencial de la Alianza de Oposición contra la Dictadura (2017). * Candidato presidencial del PAC (2013) | Cargos previos: * Candidato presidencial PNH (2021). * Alcalde del MDC por el PNH (2014-2022). * Diputado por el PNH (2010-2014). * Director FHIS (2010-2011). * Regidor del MDC por el PNH (2006-2010). * Varios cargos en la Alcaldía del MDC por el PNH (1990-2002) |
| Ideología: Democracia cristiana, Humanismo cristiano, Conservadurismo, Proestadounidense                        | Ideología: Socialdemocracia, Populismo de izquierda, Socialismo del siglo XXI, Progresismo                                                                                            | Ideología: Socialdemocracia, Progresismo                                                               | Ideología: Socioliberalismo, Populismo, Socialdemocracia, Conservadurismo liberal                                                                                                   | Ideología: Conservadurismo, Nacionalismo, Populismo de derecha, Neoliberalismo |
| Lema: ¡Unámonos a los Gringos!                                                                                  | Lema: ¡Lo público nos une! | Lema: Alianza progresista                                                                              | Lema: ¡Vamos, Honduras! | Lema: ¡Papi a la Orden! |
| para designados presidenciales                                                                                  | para designados presidenciales | para designados presidenciales                                                                         | para designados presidenciales | para designados presidenciales |
| 1. Gracia María Zelaya Macay 2. Juan Carlos López Orellana 3. Olga Lizeth Espinoza Pinoth                       | 1. Eduardo Enrique Reina García 2. Angélica Lizeth Álvarez Morales 3. José Armando Orellana Romero                                                                                    | 1. Iris Elizabeth Vigil Zelaya 2. Miguel Antonio Aragón Carrasco 3. Ana Lucía Galdámez Castellanos     | 1. Jaqueline Raudales Hernández 2. Marco Tulio Medina Hernández 3. Vera Sofía Rubí Ávila                                                                                            | 1. María Antonieta Mejía Sánchez 2. Carlos Alfredo Flores Guifarro 3. Diana Baleska Herrera Portillo |
| Referencia: CNE-RESOLUCIÓN 72-2025 DEL ACTA 32-2025                                                             | Referencia:CNE-RESOLUCIÓN 75-2025 DEL ACTA 32-2025 | Referencia:CNE-RESOLUCIÓN 71-2025 DEL ACTA 32-2025                                                     | Referencia: CNE-RESOLUCIÓN 73-2025 DEL ACTA 32-2025 | Referencia: CNE-RESOLUCIÓN 74-2025 DEL ACTA 32-2025 |

## Encuestas

### Intención de voto por partido político
| Encuestadora                                                | Fecha                  | Muestra | Libre             | Nacional        | Liberal   | DC          | PINU        | Otros | Ns/Nr | Ninguno |           |   |   |      |   |   |
| ----------------------------------------------------------- | ---------------------- | ------- | ----------------- | --------------- | --------- | ----------- | ----------- | ----- | ----- | ------- | --------- | - | - | ---- | - | - |
| Encuestadora                                                | Fecha                  | Muestra | Métrica Encuestas | 15-17 ago, 2025 | -         | 30.83 3.º   | 36.33 1.º   | Otros | Ns/Nr | Ninguno | 31.95 2.º | - | - | 0.89 | - | - |
| TecniMerk                                                   | 1-5 ago, 2025          | -       | 20.3 3.º          | 23.4 2.º        | 28.4 1.º  | 0.3 4.º (E) | 0.3 4.º (E) | -     | 27.3  | -       |           |   |   |      |   |   |
| Le Vote                                                     | 28 jul-1 ago, 2025     | 1000    | 24 3.º            | 29 2.º          | 41 1.º    | 2 5.º       | 4 4.º       | -     | -     | -       |           |   |   |      |   |   |
| Asociación libertad y democracia                            | Julio 2025             | 1050    | 18.76 3.º         | 34.95 2.º       | 44.38 1.º | -           | -           | 1.90  | -     |         |           |   |   |      |   |   |
| Pro Encuestas                                               | 25-27 jul, 2025        | -       | 28.84 3.º         | 37.21 1.º       | 33.75 2.º | -           | -           | 0.20  | -     | -       |           |   |   |      |   |   |
| Opinómetro                                                  | 18 jul, 2025           | 1,176   | 32.99 1.º         | 16.75 3.º       | 21.94 2.º | 0.17 5.º    | 2.21 4.º    | -     | -     | 25.94   |           |   |   |      |   |   |
| HCH                                                         | 12 jun, 2025           | 33,423  | 16 3.º            | 45 1.º          | 35 2.º    | 1 5.º       | 3 4.º       | -     | -     | -       |           |   |   |      |   |   |
| Pro Encuestas                                               | 5-7 jun, 2025          | -       | 28.48 3.º         | 36.34 1.º       | 34.22 2.º | -           | -           | 0.96  | -     | -       |           |   |   |      |   |   |
| Opinómetro                                                  | May 16, 2025           | 1,205   | 35.93 1.º         | 16.93 3.º       | 20.25 2.º | -           | -           | -     | -     | 26.89   |           |   |   |      |   |   |
| Expedition Strategies                                       | May, 2025              | 1,222   | 16.0 3.º          | 21.4 2.º        | 25.2 1.º  | -           | -           | -     | 37.3  | -       |           |   |   |      |   |   |
| Métrica Urbana                                              | May, 2025              | 1200    | 12.8 3.º          | 23.3 2.º        | 25.8 1.º  | -           | -           | 1.2   | 14.2  | 22.7    |           |   |   |      |   |   |
| Paradigma                                                   | 4-17 may, 2025         | 1,650   | 11.3 3.º          | 21.2 2.º        | 25.6 1.º  | -           | -           | 0.9   | 13.9  | 27.1    |           |   |   |      |   |   |
| Paradigma                                                   | 22 mar-9 abr, 2025     | 1,953   | 10.4 3.º          | 20.2 2.º        | 21.9 1.º  | -           | -           | 1.3   | 23.6  | 22.6    |           |   |   |      |   |   |
| Equipo de Reflexión, Investigación y Comunicación (ERIC-SJ) | 17-28 de marzo de 2025 | 1,590   | 25.6 2.º          | 23.2 3.º        | 39.1 1.º  | -           | -           | 0.5   | 1.5   | 10.1    |           |   |   |      |   |   |
| TResearch                                                   | 28 de marzo de 2025    | 1,200   | 42.1 1.º          | 24.0 3.º        | 26.7 2.º  | -           | -           | 1.7   | 5.5   | -       |           |   |   |      |   |   |
| HCH                                                         | 11 mar, 2025           | 73,095  | 16 3.º            | 38 2.º          | 46 1.º    | -           | -           | -     | -     | -       |           |   |   |      |   |   |
| Elecciones internas (9 de marzo de 2025)                    |                        |         |                   |                 |           |             |             |       |       |         |           |   |   |      |   |   |
| Paradigma                                                   | 3-15 ene, 2025         | -       | 11.3 3.º          | 26.3 2.º        | 28.9 1.º  | -           | -           | 33.5  | 33.5  | 33.5    |           |   |   |      |   |   |
| CID Gallup                                                  | 9 sep, 2024            | 1216    | 8.6 2.º           | 12.6 1.º        | 8.4 3.º   | -           | -           | -     | 4     | 51      |           |   |   |      |   |   |
| LeVote                                                      | Sep, 2024              | -       | 17 1.º(E)         | 17 1.º (E)      | 12 2.º    | -           | -           | -     | 54    | 54      |           |   |   |      |   |   |

|Nota: Los subnúmeros debajo de cada porcentaje indican la posición de cada partido en la encuesta (1.º = primer lugar, 2.º = segundo, etc.). En caso de empate, se asigna el mismo puesto a los partidos empatados "(E)" y se omite el siguiente número.

### Intención de voto por precandidato rumbo a las internas
| Encuestadora | Fecha               | Muestra | Partido Libertad y Refundación | Partido Libertad y Refundación | Partido Nacional de Honduras | Partido Nacional de Honduras | Partido Nacional de Honduras | Partido Nacional de Honduras | Partido Liberal de Honduras | Partido Liberal de Honduras | Partido Liberal de Honduras | Partido Liberal de Honduras | Partido Liberal de Honduras | NS/NR | Ninguno |   |    |   |   |   |
| Encuestadora | Fecha               | Muestra | Rixi Moncada                   | Rasel Tomé                     | Nasry Asfura                 | Ana García                   | Jorge Zelaya                 | Roberto Martínez             | Salvador Nasralla           | Jorge Cálix                 | Luis Zelaya                 | Maribel Espinoza            | Eduardo Maldonado           | NS/NR | Ninguno |   |    |   |   |   |
| ------------ | ------------------- | ------- | ------------------------------ | ------------------------------ | ---------------------------- | ---------------------------- | ---------------------------- | ---------------------------- | --------------------------- | --------------------------- | --------------------------- | --------------------------- | --------------------------- | ----- | ------- | - | -- | - | - | - |
| Encuestadora | Fecha               | Muestra | Radio América                  | 6 feb, 2025                    | -                            | 65                           | 35                           | 35                           | 27                          | 23                          | 15                          | 49                          | 14                          | NS/NR | Ninguno | 8 | 29 | - | - | - |
| Paradigma    | 22 ene-3 feb, 2025  | 2,258   | 9.4                            | 1.3                            | 17.4                         | 4                            | 1.1                          | 0.9                          | 16.9                        | 6.7                         | 2.6                         | 0.3                         | 21.9                        | 17.5  |         |   |    | - |   |   |
| Paradigma    | 3-15 ene, 2025      | 2,297   | 8.3                            | 0.2                            | 16.9                         | 3.5                          | 0.0                          | -                            | 16.7                        | 5.5                         | 1.7                         | 1.7                         | 22.2                        | 24.2  |         |   |    | - |   |   |
| Paradigma    | 1-16 dic, 2024      | 2,684   | 10.2                           | 0.1                            | 17.6                         | 4.4                          | 0.2                          | -                            | 17.4                        | 2.1                         | 0.4                         | 0.4                         | 24.1                        | 23    |         |   |    | - |   |   |
| Paradigma    | 23 sep-21 oct, 2024 | 2,370   | 8.7                            | 0.6                            | 13.6                         | 4.1                          | -                            | -                            | 16.0                        | 3.2                         | 0.5                         | 0.3                         | 16.2                        | 36.9  |         |   |    | - |   |   |
| Tiempo       | Jun, 2024           | -       | 14.9                           | -                              | 18.9                         | 6                            | -                            | -                            | 14.9                        | 22.1                        | 1.8                         | 3.1                         | -                           | -     |         |   |    | - |   |   |
| Paradigma    | May, 2024           | 2,008   | 4.8                            | 0.5                            | 14.1                         | 1.6                          | -                            | -                            | 9.9                         | 0.5                         | 0.3                         | -                           | 14.3                        | 14.6  | 36.9    |   |    |   |   |   |
| Paradigma    | 11-26 mar, 2024     | 1,545   | 5.5                            | 0.1                            | 14.4                         | 6.5                          | -                            | -                            | 7                           | 1.1                         | 0.3                         | -                           | 11.5                        | 16.4  | 30.9    |   |    |   |   |   |
| Paradigma    | 13-23 nov, 2023     | 2,319   | 1.6                            | -                              | 15.5                         | -                            | 0.3                          | -                            | 10.4                        | 0.4                         | 0.3                         | -                           | 15.8                        | 12.4  | 35.4    |   |    |   |   |   |
| Paradigma    | 18 ago-2 sep, 2023  | 2,135   | 1.3                            | -                              | 12.6                         | -                            | 0.2                          | -                            | 9.1                         | 0.7                         | -                           | -                           | 15.3                        | 11.7  | 43.0    |   |    |   |   |   |

## Resultados

### Nivel presidencial
|  | 0 % |

|  | 0 % |

|  | 0 % |

|  | 0 % |

|  | 0 % |

|  | 0 % |

|  | 0 % |

|  | 100 % |

|  | 0 % |

|  | 0 % |

|  | 100 % |

### Nivel legislativo
| \| Partido político \| Marcas \| Escaños \| Escaños \| +/– \| \| --------------------------- \| ------ \| ------- \| ------- \| --- \| \| Partido Demócrata Cristiano \| \| \| \| \| \| Libertad y Refundación \| \| \| \| \| \| Partido Innovación y Unidad \| \| \| \| \| \| Partido Liberal \| \| \| \| \| \| Partido Nacional \| \| \| \| \| \| Total \| \| 128 \| 128 \| 128 \| \| Fuente: \| \| \| \| \| |        |         |         |     |
| Partido político | Marcas | Escaños | Escaños | +/– |
| Partido Demócrata Cristiano |        |         |         |     |
| Libertad y Refundación |        |         |         |     |
| Partido Innovación y Unidad |        |         |         |     |
| Partido Liberal |        |         |         |     |
| Partido Nacional |        |         |         |     |
| Total |        | 128     | 128     | 128 |
| Fuente: |        |         |         |     |

### Nivel municipal
| Partido político | Partido político                             | Votos | %  | Alcaldías | +/– | Regidores | Sumatoria                                                   |
| ---------------- | -------------------------------------------- | ----- | -- | --------- | --- | --------- | ----------------------------------------------------------- |
|                  | Partido Demócrata Cristiano                  | 0     | 0% | 0/298     | -   | 0/2168    | Válidos: 0 (0 %) Nulos: 0 (0 %) En Blanco: 0 (0 %) Total: 0 |
|                  | Partido Libertad y Refundación               | 0     | 0% | 0/298     | -   | 0/2168    | Válidos: 0 (0 %) Nulos: 0 (0 %) En Blanco: 0 (0 %) Total: 0 |
|                  | Partido Innovación y Unidad Social Demócrata | 0     | 0% | 0/298     | -   | 0/2168    | Válidos: 0 (0 %) Nulos: 0 (0 %) En Blanco: 0 (0 %) Total: 0 |
|                  | Partido Liberal de Honduras                  | 0     | 0% | 0/298     | -   | 0/2168    | Válidos: 0 (0 %) Nulos: 0 (0 %) En Blanco: 0 (0 %) Total: 0 |
|                  | Partido Nacional de Honduras                 | 0     | 0% | 0/298     | -   | 0/2168    | Válidos: 0 (0 %) Nulos: 0 (0 %) En Blanco: 0 (0 %) Total: 0 |
|                  | Candidaturas Independientes                  | 0     | 0% | 0/298     | -   | 0/2168    | Válidos: 0 (0 %) Nulos: 0 (0 %) En Blanco: 0 (0 %) Total: 0 |
| Fuente:          |                                              |       |    |           |     |           | Válidos: 0 (0 %) Nulos: 0 (0 %) En Blanco: 0 (0 %) Total: 0 |

Detalle de las ciudades más importantes del país
| Partido | Partido | Candidato                       | Votos | %   | +/– | Regidores | Sumatoria                                                   |
| ------- | ------- | ------------------------------- | ----- | --- | --- | --------- | ----------------------------------------------------------- |
|         | PDCH    | Ever Miguel Velásquez Vásquez   | 0     | 0%  | 0%  | 0/10      | Válidos: 0 (0 %) Nulos: 0 (0 %) En Blanco: 0 (0 %) Total: 0 |
|         | Libre   | Jorge Alejandro Aldana Bardales | 0     | 0 % | 0%  | 0/10      | Válidos: 0 (0 %) Nulos: 0 (0 %) En Blanco: 0 (0 %) Total: 0 |
|         | PINU-SD | Ana Mercedes Castro Machado     | 0     | 0 % | 0%  | 0/10      | Válidos: 0 (0 %) Nulos: 0 (0 %) En Blanco: 0 (0 %) Total: 0 |
|         | PLH     | Santos Eliseo Castro Pavón      | 0     | 0 % | 0%  | 0/10      | Válidos: 0 (0 %) Nulos: 0 (0 %) En Blanco: 0 (0 %) Total: 0 |
|         | PNH     | Juan Diego Zelaya Aguilar       | 0     | 0 % | 0%  | 0/10      | Válidos: 0 (0 %) Nulos: 0 (0 %) En Blanco: 0 (0 %) Total: 0 |
| Fuente: |         |                                 |       |     |     |           | Válidos: 0 (0 %) Nulos: 0 (0 %) En Blanco: 0 (0 %) Total: 0 |

| Partido | Partido | Candidato                       | Votos | %   | +/– | Regidores | Sumatoria                                                   |
| ------- | ------- | ------------------------------- | ----- | --- | --- | --------- | ----------------------------------------------------------- |
|         | PDCH    | Lempira Cuáuhtemoc Viana Mora   | 0     | 0 % | 0%  | 0/10      | Válidos: 0 (0 %) Nulos: 0 (0 %) En Blanco: 0 (0 %) Total: 0 |
|         | Libre   | Rodolfo Augusto Padilla Sunseri | 0     | 0 % | 0%  | 0/10      | Válidos: 0 (0 %) Nulos: 0 (0 %) En Blanco: 0 (0 %) Total: 0 |
|         | PINU-SD | Higinio Abarca Álvarez          | 0     | 0 % | 0%  | 0/10      | Válidos: 0 (0 %) Nulos: 0 (0 %) En Blanco: 0 (0 %) Total: 0 |
|         | PLH     | Roberto Contreras Mendoza       | 0     | 0 % | 0%  | 0/10      | Válidos: 0 (0 %) Nulos: 0 (0 %) En Blanco: 0 (0 %) Total: 0 |
|         | PNH     | Yaudet Burbara Canahuati        | 0     | 0 % | 0%  | 0/10      | Válidos: 0 (0 %) Nulos: 0 (0 %) En Blanco: 0 (0 %) Total: 0 |
| Fuente: |         |                                 |       |     |     |           | Válidos: 0 (0 %) Nulos: 0 (0 %) En Blanco: 0 (0 %) Total: 0 |

| Partido | Partido | Candidato                     | Votos | %   | +/– | Regidores | Sumatoria                                                   |
| ------- | ------- | ----------------------------- | ----- | --- | --- | --------- | ----------------------------------------------------------- |
|         | PDCH    | Luis Germán Miranda Irías     | 0     | 0 % | 0%  | 0/10      | Válidos: 0 (0 %) Nulos: 0 (0 %) En Blanco: 0 (0 %) Total: 0 |
|         | Libre   | Gustavo Antonio Mejía Escobar | 0     | 0 % | 0%  | 0/10      | Válidos: 0 (0 %) Nulos: 0 (0 %) En Blanco: 0 (0 %) Total: 0 |
|         | PINU-SD | Elmer Edgardo Ortega A        | 0     | 0 % | 0%  | 0/10      | Válidos: 0 (0 %) Nulos: 0 (0 %) En Blanco: 0 (0 %) Total: 0 |
|         | PLH     | Ramón Edgardo Miranda López   | 0     | 0 % | 0%  | 0/10      | Válidos: 0 (0 %) Nulos: 0 (0 %) En Blanco: 0 (0 %) Total: 0 |
|         | PNH     | Carlos Gustavo Zerón Torres   | 0     | 0 % | 0%  | 0/10      | Válidos: 0 (0 %) Nulos: 0 (0 %) En Blanco: 0 (0 %) Total: 0 |
| Fuente: |         |                               |       |     |     |           | Válidos: 0 (0 %) Nulos: 0 (0 %) En Blanco: 0 (0 %) Total: 0 |